# Amazy
Amazy település Franciaországban, Nièvre megyében. Lakosainak száma 214 fő (2022. január 1.). Amazy Villiers-sur-Yonne, Tannay, Asnois, Metz-le-Comte és Saint-Germain-des-Bois községekkel határos.

## Népesség
A település népességének változása:
| Lakosok száma | 234  | 232  | 228  | 226  | 224  | 222  | 219  | 214  |
|               | 2013 | 2015 | 2017 | 2018 | 2019 | 2020 | 2021 | 2022 |